# إدوارد أول
إدوارد أول (بالإستونية: Eduard Ole؛ بالسويدية: Eduard Ole) هو رسام سويدي وإستوني، ولد في 20 مايو 1898 في Karula Parish ‏ في إستونيا، وتوفي في 24 نوفمبر 1995 في ستوكهولم في السويد.